# Halsön, Korsnäs
Halsön med Kasan, Tallskatgrundet och Pershamngrynnorna är en ö i Finland. Den ligger i Norra kvarken och i kommunen Korsnäs i den ekonomiska regionen  Vasa i landskapet Österbotten, i den västra delen av landet. Ön ligger omkring 39 kilometer sydväst om Vasa och omkring 360 kilometer nordväst om Helsingfors.
Öns area är 19,28 kvadratkilometer och dess största längd är 7,9 kilometer i öst-västlig riktning.

## Klimat
Inlandsklimat råder i trakten. Årsmedeltemperaturen i trakten är 4 °C. Den varmaste månaden är augusti, då medeltemperaturen är 15 °C, och den kallaste är januari, med −9 °C.